# Marcel Courthiade
« Courthiade » redirige ici. Pour l’article homophone, voir Courtiade.
 (janvier 2019).
Si vous disposez d'ouvrages ou d'articles de référence ou si vous connaissez des sites web de qualité traitant du thème abordé ici, merci de compléter l'article en donnant les références utiles à sa vérifiabilité et en les liant à la section « Notes et références ».
Marcel Courthiade, né le 2 août 1953 à Montceau-les-Mines et mort le 4 mars 2021 à Tirana, est un linguiste français, chercheur et promoteur de la langue et de la culture rom / romani (le rromani d'après la transcription phonétique créée par Courthiade lui-même).

## Biographie
Marcel Courthiade entame des études de médecine à l'université de Clermont-Ferrand (France) qu'il abandonne au profit de l'étude des langues slaves avec spécialisation dans le domaine des langues serbo-croate et polonaise.
Après des études à l'Institut national des langues et civilisations orientales (INALCO) à Paris où il obtient son diplôme en langues albanaise, macédonienne et polonaise, il entreprend un doctorat en Phonologie des variétés dialectales de Rromani et diasystèmes graphiques de la langue Rromani.
Durant ses études, il s'implique dans le travail d'ONG actives dans des projets éducatifs visant les Roms albanais.
Il coordonne et gère plusieurs projets éducatifs et culturels.
Pendant quatre ans, il travaille comme analyste politique et interprète à l’ambassade de France en Albanie.
Après la soutenance de sa thèse de doctorat en 1995, il est professeur associé en sociolinguiste RRomani à l'École pratique des hautes études (EPHE).
À partir de 1997, il est maître de conférences à l'INALCO à Paris.
En 2008, il est, avec Esma Redžepova, la figure principale du film Le Chant des Rroms de Louis Mouchet.
Il a appartenu, de 2019 à sa disparition, au conseil scientifique de la DILCRAH, au titre des personnalités qualifiées.
Il meurt 4 mars 2021 à Tirana.

## Publications
- avec Patrick Williams, Terre d'asile, terre d'exil. l'Europe tsigane, Paris, Survival International (France), 1993,
- De l'usage de l'abécédaire « Śirpustik amare ćhibǎqiri », Toulouse, CRDP Midi-Pyrénées, 1994, 19 p,
- Langues de Diaspora, Paris, CERPL, 1994, 132 p.,
- Phonologie des parlers rrom et diasysteme graphique de la langue rromani, thèse de doctorat, Université de la Sorbonne Nouvelle (Paris), 1995,
- Structure dialectale de la langue rromani, dans Interface, n. 31, 1998,
- Les Rroms, Ashkalis et Gorans de Dardanie (Kosovo), numéro spécial des Annales de l'autre Islam, n. 7, 2000 (Paris, INALCO), 47 p.[3],
- avec Claire Auzias, Les Tziganes ou le destin sauvage des Roms de l'Est, Paris, Michalon, 2002, 130 p.,
- avec Rajko Djuric, Les Rroms dans les belles lettres européennes, Littérature, études littéraires, critiques Europe de l'Est (ex Urss), Paris, l'Harmattan, 2004,  (ISBN 2-7475-5878-9),
- La Langue rromani, d'un millénaire à l'autre, Études Tsiganes, 2005, n. 22, p. 25–41,
- avec Stella Méritxell Pradier et Ferdinand Koci, Sagesse et humour du peuple rrom, Paris, l'Harmattan, 2007, 207 p.,  (ISBN 2-296-02271-5),
- L'origine des Rroms. Cheminement d'une (re)découverte : Kannauj « berceau » du peuple rrom», Historiens & Géographes, 2007, n. 399, p. 79–90
- La littérature des Rroms, Sintés et Kalés, un cours de Marcel Courthiade, dans Missives, n. 225
- Petite histoire du peuple Rrom, Éditions Le Bord de l'Eau, Bordeaux, 2019  (ISBN 978-2-35687-641-6)